# Велосипедист (фильм, 1989)
«Велосипедист» (перс. بايسيكلران‎) — иранский спортивный драматический фильм 1989 года, снятый Мохсеном Махмальбафом по его же сценарию с Мохаррамом Зейналзаде в главной роли.

## Сюжет
Насим, бедный афганский беженец в Иране, устраивает демонстрацию на городской площади, во время которой он семь дней и семь ночей не слезает с велосипеда, чтобы собрать деньги на операцию по спасению жизни его умирающей жены. Пока он продолжает кружить по городской площади, люди делают ставки на то, выживет ли он, и несколько групп делают всё возможное, чтобы повлиять на выносливость Насима в свою пользу. В конце концов, даже после семи дней он продолжает бесконечно крутить педали, слишком уставший, чтобы слышать просьбы сына и толпы слезть с велосипеда.

## В ролях
- Мохаррам Зейналзаде — Насим
- Махшид Афшарзаде — цыганка
- Фируз Киани — мотоциклист
- Самира Махмальбаф — девочка
- Мохаммад Реза Малеки — Джума
- Эсмаил Солтаниан — ведущий шоу

## Восприятие
В 1991 году фильм получил награду за лучший игровой фильм на Гавайском международном кинофестивале. Он также получил три премии «Фаджр» в Тегеране (лучший режиссёр, лучший сценарист и лучший саундтрек).
Один из исследователей анализирует фильм как аллегорию, которая отражает эксплуатацию, от которой страдают афганские беженцы в Иране и от которой они не могут избавиться. Иранский писатель Хашаяр Мохаммади, включив «Велосипедиста» в свой топ лучших фильмов Махмальбафа, отмечал его как «неореалистичную картину», «деликатный, мощный и бесстрашно человечный фильм».